# Portada/article agost 18

## Wish You Were Here
Wish You Were Here (Tant de bo fossis aquí) és el novè àlbum d'estudi de la banda britànica de rock Pink Floyd. També és el títol d'un dels temes musicals que inclou l'àlbum, llançat el setembre de 1975 i inspirat en el material que van compondre durant la seva gira europea de 1974. El van gravar a l'Abbey Road Studios de Londres, per on ja havien passat artistes com ara The Beatles o The Rolling Stones. La seva temàtica explora l'absència, la indústria musical i els problemes mentals de l'anterior membre de la banda Syd Barrett. Les sessions d'enregistrament van ser àrdues i complicades, en part per la idea de Roger Waters de dividir la cançó "Shine On You Crazy Diamond" en dues, per a després unir cada meitat amb tres noves composicions. "Shine On" és un tribut a Barrett que, irònicament, es va presentar als estudis el 5 de juny mentre es gravava. A la banda li va costar reconèixer-lo pel pes guanyat i el canvi d'aspecte.